# Eushachia auripennis
Eushachia auripennis är en fjärilsart som beskrevs av Matsumura 1925. Eushachia auripennis ingår i släktet Eushachia och familjen tandspinnare. Inga underarter finns listade i Catalogue of Life.